# Pallamano ai Giochi della XXIII Olimpiade - Torneo maschile
Il torneo maschile di pallamano ai Giochi della XXIII Olimpiade si è svolto dal 31 luglio all'11 agosto 1984 ed è stato ospitato dalla Titan Gymnasium dell'università statale della California a Fullerton. Vista l'elevata affluenza di pubblico alle partite della fase a gironi, gli organizzatori decisero di convertire alla pallamano il The Forum, impianto sportivo di Inglewood sede dei tornei di pallacanestro, per la finale per l'assegnazione della medaglia d'oro, alla quale assistettero circa 13 000 spettatori.
La medaglia d'oro è stata vinta dalla Jugoslavia, che in finale ha superato la Germania Ovest per 18-17. La medaglia di bronzo è andata alla Romania, che nella finale per il terzo posto ha sconfitto la Danimarca.
La finale mise di fronte le prime classificate nei due gironi, senza nessuna fase a eliminazione diretta. Nel girone A la Jugoslavia concluse al primo posto, distanziando di un punto la Romania dopo averla superata per 19-18 nello scontro diretto proprio all'ultima giornata. Nel girone B la Germania Ovest concluse a punteggio pieno, sconfiggendo la Danimarca nello scontro diretto dell'ultima giornata, avendo entrambe vinto le prime quattro partite. Nella finale jugoslavi e tedeschi giocarono punto a punto fino al 15-15, poi gli jugoslavi realizzarono tre reti di fila, reggendo anche al recupero dei tedeschi e chiudendo la sfida sul 18-17.
Il torneo venne anche caratterizzato dal boicottaggio dei Giochi attuato dai Paesi del blocco orientale, così che rinunciarono alla partecipazione i campioni mondiali in carica dell'Unione Sovietica, la Polonia, la Germania Est, l'Ungheria, la Cecoslovacchia e i campioni americani di Cuba; al loro posto vennero ammesse Germania Ovest, Spagna, Corea del Sud, Svezia, Svizzera e Islanda.

## Formato
Le dodici squadre partecipanti sono state inserite in un due gironi da sei squadre ciascuno, e ciascuna squadra affronta tutte le altre del girone per un totale di cinque giornate. La classifica finale dei gironi determinava gli accoppiamenti per le finali per i piazzamenti: le prime classificate si affrontavano per la conquista delle medaglie d'oro e d'argento, mentre le seconde classificate si affrontavano per la conquista della medaglia di bronzo.

## Squadre partecipanti
|                                   | Data                       | Sede           | Posti | Qualificate                                                 |
| --------------------------------- | -------------------------- | -------------- | ----- | ----------------------------------------------------------- |
| Paese organizzatore               |                            |                | 1     | Stati Uniti                                                 |
| Campionato mondiale 1982          | 23 febbraio - 7 marzo 1982 | Germania Ovest | 6     | Jugoslavia Danimarca Romania Germania Ovest Spagna Giappone |
| Campionato mondiale B 1983        | 25 febbraio - 6 marzo 1983 | Paesi Bassi    | 2 3   | Svezia Svizzera Islanda                                     |
| Torneo di qualificazione asiatico | 12-20 novembre 1983        | Giappone       | 1     | Corea del Sud                                               |
| Campionato panamericano 1983      | 14-22 gennaio 1984         | Stati Uniti    | 1 0   | -                                                           |
| Campionato africano 1983          | 22-31 luglio 1983          | Egitto         | 1     | Algeria                                                     |
| Totale                            |                            |                | 12    |                                                             |

## Fase a gironi

### Girone A

#### Classifica
| Pos. | Squadra    | Pt | G | V | N | P | GF  | GS  | DR  |
| ---- | ---------- | -- | - | - | - | - | --- | --- | --- |
| 1.   | Jugoslavia | 9  | 5 | 4 | 1 | 0 | 123 | 76  | +47 |
| 2.   | Romania    | 8  | 5 | 4 | 0 | 1 | 120 | 91  | +29 |
| 3.   | Islanda    | 7  | 5 | 2 | 1 | 2 | 102 | 96  | +6  |
| 4.   | Svizzera   | 4  | 5 | 2 | 0 | 3 | 83  | 102 | -19 |
| 5.   | Giappone   | 2  | 5 | 1 | 0 | 4 | 84  | 117 | -33 |
| 6.   | Algeria    | 0  | 5 | 0 | 0 | 5 | 75  | 105 | -30 |

#### Risultati
| Fullerton 31 luglio 1984, ore 14:00 | Jugoslavia | 22 – 22 (8-12) | Islanda | Titan Gymnasium |

| Fullerton 31 luglio 1984, ore 18:30 | Svizzera | 20 – 13 (7-6) | Giappone | Titan Gymnasium |

| Fullerton 31 luglio 1984, ore 20:00 | Romania | 25 – 16 (11-7) | Algeria | Titan Gymnasium |

| Fullerton 2 agosto 1984, ore 18:30 | Jugoslavia | 32 – 15 (14-8) | Giappone | Titan Gymnasium |

| Fullerton 2 agosto 1984, ore 20:00 | Romania | 26 – 17 (16-11) | Islanda | Titan Gymnasium |

| Fullerton 2 agosto 1984, ore 21:30 | Svizzera | 19 – 18 (10-10) | Algeria | Titan Gymnasium |

| Fullerton 4 agosto 1984, ore 11:00 | Islanda | 21 – 17 (9-9) | Giappone | Titan Gymnasium |

| Fullerton 4 agosto 1984, ore 14:00 | Jugoslavia | 25 – 10 (13-3) | Algeria | Titan Gymnasium |

| Fullerton 4 agosto 1984, ore 20:00 | Romania | 23 – 17 (13-9) | Svizzera | Titan Gymnasium |

| Fullerton 6 agosto 1984, ore 18:30 | Romania | 28 – 22 (12-11) | Giappone | Titan Gymnasium |

| Fullerton 6 agosto 1984, ore 20:00 | Islanda | 19 – 15 (7-7) | Algeria | Titan Gymnasium |

| Fullerton 6 agosto 1984, ore 21:30 | Jugoslavia | 25 – 11 (12-6) | Svizzera | Titan Gymnasium |

| Fullerton 8 agosto 1984, ore 11:00 | Islanda | 23 – 16 (9-8) | Svizzera | Titan Gymnasium |

| Fullerton 8 agosto 1984, ore 12:30 | Jugoslavia | 19 – 18 (8-10) | Romania | Titan Gymnasium |

| Fullerton 8 agosto 1984, ore 18:30 | Giappone | 17 – 16 (11-7) | Algeria | Titan Gymnasium |

### Girone B

#### Classifica
| Pos. | Squadra        | Pt | G | V | N | P | GF  | GS  | DR  |
| ---- | -------------- | -- | - | - | - | - | --- | --- | --- |
| 1.   | Germania Ovest | 10 | 5 | 5 | 0 | 0 | 109 | 95  | +14 |
| 2.   | Danimarca      | 8  | 5 | 4 | 0 | 1 | 115 | 99  | +16 |
| 3.   | Svezia         | 6  | 5 | 3 | 0 | 2 | 119 | 110 | +9  |
| 4.   | Spagna         | 4  | 5 | 2 | 0 | 3 | 105 | 106 | -1  |
| 5.   | Stati Uniti    | 1  | 5 | 0 | 1 | 4 | 91  | 100 | -9  |
| 6.   | Corea del Sud  | 1  | 5 | 0 | 1 | 4 | 123 | 152 | -19 |

#### Risultati
| Fullerton 31 luglio 1984, ore 11:00 | Svezia | 36 – 23 (16-11) | Corea del Sud | Titan Gymnasium |

| Fullerton 31 luglio 1984, ore 12:30 | Danimarca | 21 – 16 (6-8) | Spagna | Titan Gymnasium |

| Fullerton 31 luglio 1984, ore 21:30 | Germania Ovest | 21 – 19 (12-8) | Stati Uniti | Titan Gymnasium |

| Fullerton 2 agosto 1984, ore 11:00 | Danimarca | 31 – 28 (17-14) | Corea del Sud | Titan Gymnasium |

| Fullerton 2 agosto 1984, ore 12:30 | Germania Ovest | 18 – 16 (7-9) | Spagna | Titan Gymnasium |

| Fullerton 2 agosto 1984, ore 14:00 | Svezia | 21 – 18 (10-6) | Stati Uniti | Titan Gymnasium |

| Fullerton 4 agosto 1984, ore 12:30 | Germania Ovest | 18 – 17 (11-7) | Svezia | Titan Gymnasium |

| Fullerton 4 agosto 1984, ore 18:00 | Spagna | 31 – 25 (12-11) | Corea del Sud | Titan Gymnasium |

| Fullerton 4 agosto 1984, ore 21:30 | Danimarca | 19 – 16 (8-7) | Stati Uniti | Titan Gymnasium |

| Fullerton 6 agosto 1984, ore 11:00 | Germania Ovest | 32 – 25 (18-11) | Corea del Sud | Titan Gymnasium |

| Fullerton 6 agosto 1984, ore 12:30 | Danimarca | 26 – 19 (11-9) | Svezia | Titan Gymnasium |

| Fullerton 6 agosto 1984, ore 14:00 | Spagna | 17 – 16 (10-9) | Stati Uniti | Titan Gymnasium |

| Fullerton 8 agosto 1984, ore 14:00 | Germania Ovest | 20 – 18 (9-9) | Danimarca | Titan Gymnasium |

| Fullerton 8 agosto 1984, ore 20:00 | Svezia | 26 – 25 (16-13) | Spagna | Titan Gymnasium |

| Fullerton 8 agosto 1984, ore 21:30 | Stati Uniti | 22 – 22 (13-12) | Corea del Sud | Titan Gymnasium |

## Finali

### Finale 11º posto
| Fullerton 10 agosto 1984, ore 20:00 | Corea del Sud | 25 – 21 (10-9) | Algeria | Titan Gymnasium |

### Finale 9º posto
| Fullerton 10 agosto 1984, ore 18:30 | Stati Uniti | 24 – 16 (9-5) | Giappone | Titan Gymnasium |

### Finale 7º posto
| Fullerton 10 agosto 1984, ore 11:00 | Svizzera | 18 – 17 (9-9) | Spagna | Titan Gymnasium |

### Finale 5º posto
| Fullerton 10 agosto 1984, ore 12:30 | Svezia | 26 – 23 (14-9) | Islanda | Titan Gymnasium |

### Finale 3º posto
| Fullerton 11 agosto 1984, ore 14:00 | Romania | 24 – 16 (15-10) | Danimarca | Titan Gymnasium |

### Finale
| Inglewood 11 agosto 1984, ore 15:30 | Jugoslavia | 23 – 22 (8-7) | Germania Ovest | The Forum (circa 13 000 spett.) |

## Classifica finale
| Pos | Squadre        |
| --- | -------------- |
|     | Jugoslavia     |
|     | Germania Ovest |
|     | Romania        |
| 4   | Danimarca      |
| 5   | Svezia         |
| 6   | Islanda        |
| 7   | Svizzera       |
| 8   | Spagna         |
| 9   | Stati Uniti    |
| 10  | Giappone       |
| 11  | Corea del Sud  |
| 12  | Algeria        |

## Statistiche

### Classifica marcatori
| Pos. | Nome                | Nazionale     | Reti |
| ---- | ------------------- | ------------- | ---- |
| 1    | Björn Jilsén        | Svezia        | 50   |
| 2    | Vasile Stîngă       | Romania       | 47   |
| 3    | Mile Isaković       | Jugoslavia    | 39   |
| 4    | Kang Jae-won        | Corea del Sud | 33   |
| 5    | Sigurður Gunnarsson | Islanda       | 32   |
| 5    | Kang Tae-koo        | Corea del Sud | 32   |
| 7    | Marian Dumitru      | Romania       | 30   |
| 8    | Veselin Vujović     | Jugoslavia    | 28   |
| 9    | Cecilio Alonso      | Spagna        | 27   |
| 10   | Peter Lash          | Stati Uniti   | 26   |

## Podio
| Oro | Argento | Bronzo |
| Jugoslavia | Germania Ovest | Romania |
| Zlatan Arnautović Mirko Bašić Jovica Elezović Mile Isaković Pavle Jurina Milan Kalina Slobodan Kuzmanovski Dragan Mladenović Zdravko Rađenović Momir Rnić Branko Štrbac Veselin Vujović Veselin Vuković Zdravko Zovko | Jochen Fraatz Thomas Happe Arnulf Meffle Rüdiger Neitzel Michael Paul Dirk Rauin Siegfried Roch Michael Roth Ulrich Roth Martin Schwalb Uwe Schwenker Thomas Springel Andreas Thiel Klaus Wöller Erhard Wunderlich | Mircea Bedivan Dumitru Berbece Iosif Boroş Alexandru Buligan Gheorghe Covaciu Gheorghe Dogărescu Marian Dumitru Cornel Durău Alexandru Fölker Nicolae Munteanu Vasile Oprea Adrian Simion Vasile Stîngă Neculai Vasilcă Maricel Voinea |